# Elron 1300/1400
1300/1400 — серия низкопольных электропоездов постоянного тока, эксплуатируемых эстонским оператором Eesti Liinirongid AS (Elron), производства швейцарской компании Stadler Rail AG. Данная серия относится к семейству моторвагонного подвижного состава Stadler FLIRT, подсемейству Stadler FLIRT 160.

## История создания и выпуска

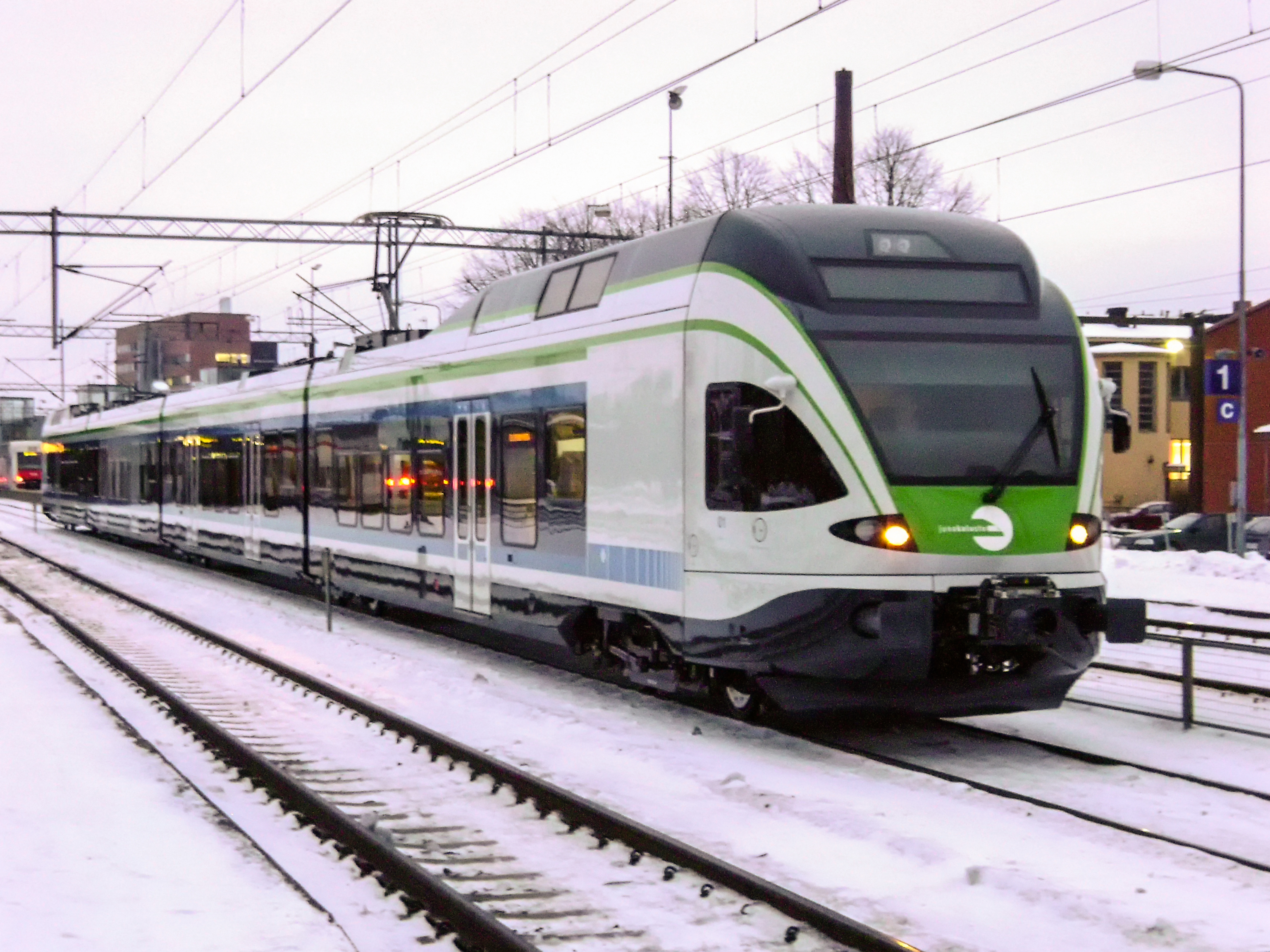
Электропоезд Sm5 (версия Flirt 160 для Финляндии) — прототип для электропоездов 1300/1400

В августе 2010 года компания-оператор Elektriraudtee AS (позже переименованная в Elron) разместила заказ на постройку 18 электропоездов семейства FLIRT (12 из которых заказаны в трёхвагонной, а остальные — в четырёхвагонной составности) для городских и пригородных перевозок. 3 августа между этим оператором и фирмой Stadler Bussnang AG (отделением Stadler Rail AG) был заключён договор о поставке в период с 2013 по 2014 годы данных поездов, а также 20 дизель-поездов.
Эти электропоезда являются отдельными исполнениями эксплуатируемой в Финляндии аналогичной модели (Sm5), рассчитанной на пониженную температуру окружающей среды и русскую колею; взятый за основу поезд адаптирован под условия и требования Elron. Также при их создании использован опыт работ над модификациями электропоездов на напряжение 3 кВ для Польши и Италии.
Как и было отмечено в заказе и договоре, всего выпущено шесть четырёхвагонных составов, получивших порядковые номера диапазона 1400, и 12 трёхвагонных составов, получивших порядковые номера диапазона 1300. Первые три поезда (с номерами 1401, 1402, 1403) построены в 2012 году, остальные — в следующем. Постройка производилась на заводе Stadler Polska Sp.z o.o. в Польше (город Седльце).
Помимо номеров, эти электропоезда получили уникальные имена.
| Сведения о постройке электропоездов 1300/1400 | Сведения о постройке электропоездов 1300/1400 | Сведения о постройке электропоездов 1300/1400 | Сведения о постройке электропоездов 1300/1400 |
| Месяц и год выпуска                           | Заводской номер                               | Номер Elron                                   | Имя                                           |
| --------------------------------------------- | --------------------------------------------- | --------------------------------------------- | --------------------------------------------- |
| 09.2012                                       | L-422801                                      | 1401                                          | Kegel                                         |
| 10.2012                                       | L-422802                                      | 1402                                          | Chalottenhof                                  |
| 12.2012                                       | L-422803                                      | 1403                                          | Lendav Läänlane                               |
| 04.2013                                       | L-422804                                      | 1406                                          | Bussnang                                      |
| 05.2013                                       | L-422805                                      | 1407                                          | Pääsküla                                      |
| 05.2013                                       | L-422806                                      | 1408                                          | Orle                                          |
| 05.2013                                       | L-422807                                      | 1309                                          | Berta                                         |
| 05.2013                                       | L-422808                                      | 1310                                          | Kedder                                        |
| 05.2013                                       | L-422809                                      | 1311                                          | Riesenberg                                    |
| 06.2013                                       | L-422810                                      | 1316                                          | Koit                                          |
| 07.2013                                       | L-422811                                      | 1319                                          | Hämarik                                       |
| 07.2013                                       | L-422812                                      | 1321                                          | Päike                                         |
| 08.2013                                       | L-422813                                      | 1323                                          | Tulihobune                                    |
| 08.2013                                       | L-422814                                      | 1324                                          | Apelsin                                       |
| 08.2013                                       | L-422815                                      | 1326                                          | Pikne                                         |
| 09.2013                                       | L-422816                                      | 1327                                          | Elektra                                       |
| 10.2013                                       | L-422817                                      | 1329                                          | Kõu                                           |
| 10.2013                                       | L-422818                                      | 1330                                          | Amandus                                       |

## Общие сведения

### Назначение
Электропоезда 1300/1400 предназначены для внутригородских и пригородных перевозок на маршрутах города Таллина на электрифицированных железнодорожных линиях с номинальным напряжением постоянного тока 3 кВ, оборудованных средними и низкими пассажирскими платформами.

### Составность
Все поезда 1400 поставлены в четырёхвагонной, а 1300 — в трёхвагонной составности. Первые тележки головных вагонов (под кабиной машиниста) являются двухосными моторными, а между вагонами везде установлены двухосные тележки Якобса с необмоторенными осями; то есть электропоезда имеют осевые формулы Bo'2'2'2'Bo' и Bo'2'2'Bo' соответственно (в формате UIC). Композиции электропоездов можно записать как Мг=ПпТ=Пп=Мг и Мг=ПпТ=Мг, где Мг — моторный головной вагон, ПпТ — прицепной промежуточный вагон с токоприёмником, Пп — прицепной промежуточный вагон (без токоприёмника), знак «=» означает сочленённое сцепление через тележку Якобса. Допускается эксплуатация двух поездов по СМЕ (с формированием соответственно составов по 6, 7 или 8 вагонов).

### Нумерация и маркировка
Составы получили четырёхзначные порядковые номера. Первая цифра 1, вторая соответствует количеству вагонов в составе, последние две — индивидуальный номер.
Маркировка на лобовой части вагона Мг содержит порядковый номер состава и выполняется в формате XXXX над автосцепкой.

## Технические характеристики

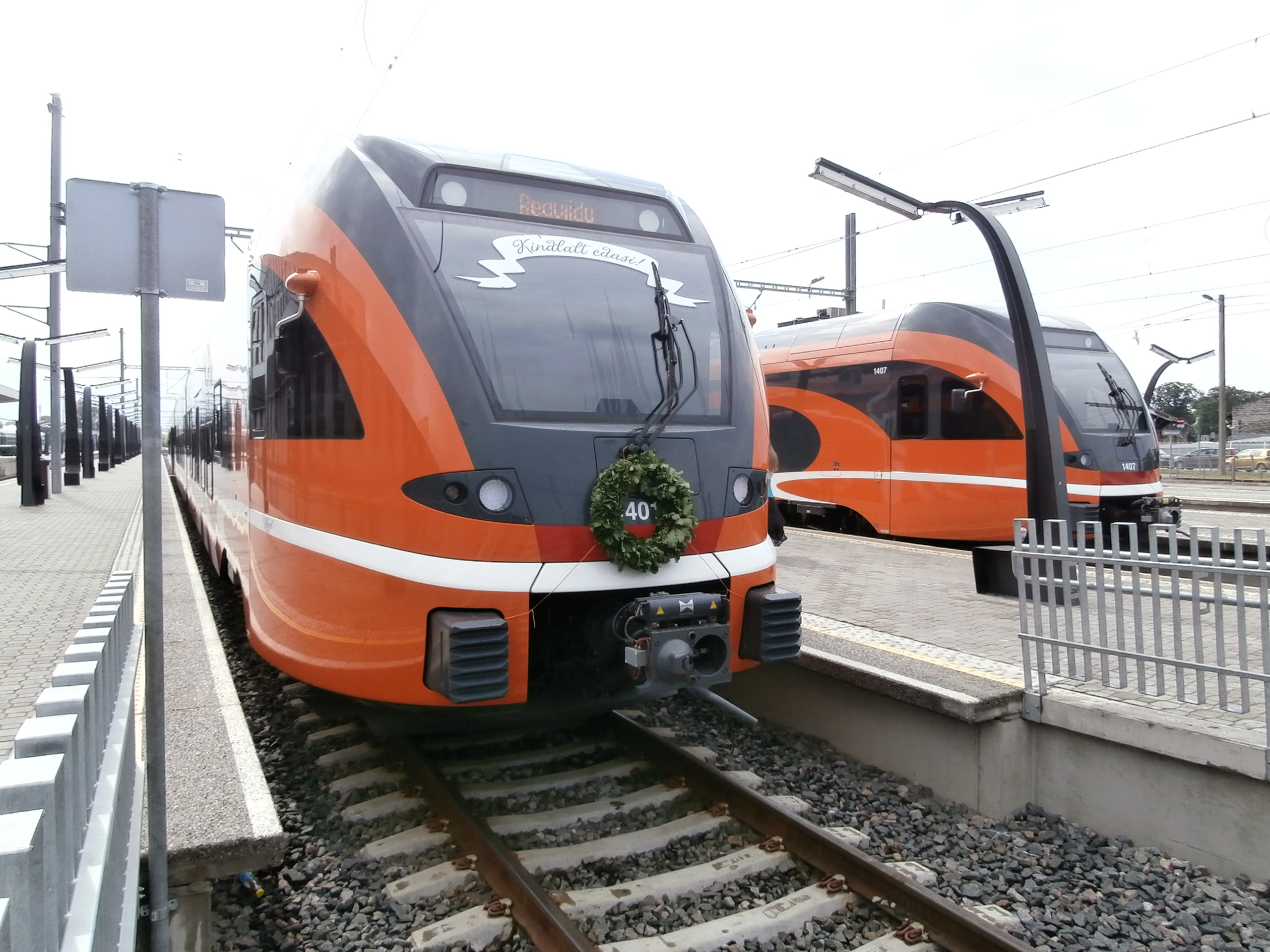
Электропоезда 1401 и 1407 в день открытия движения

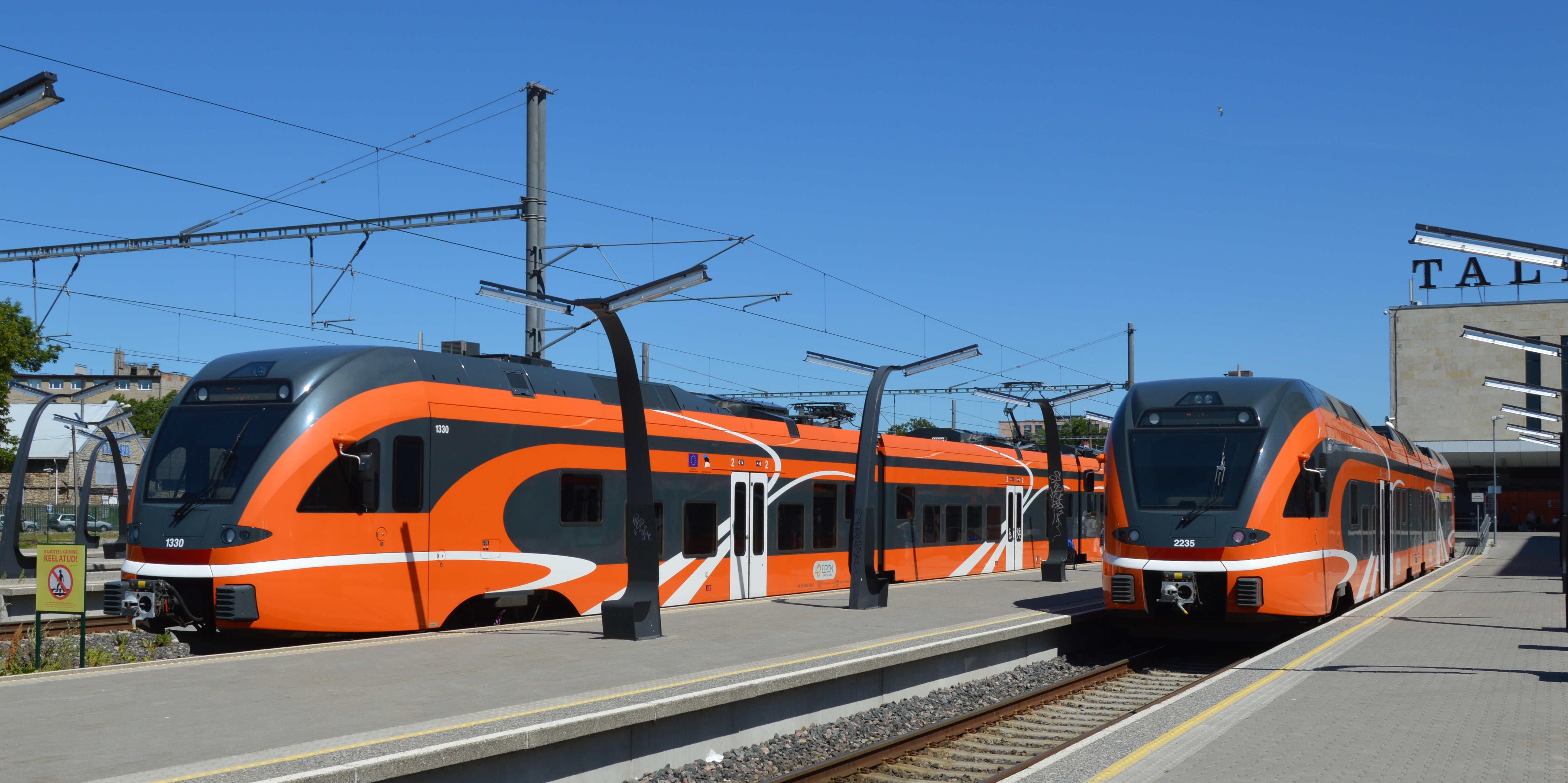
Электропоезд 1330 и дизель-поезд 2235 в Таллине

Основные параметры четырёхвагонного электропоезда (в скобках даны отличительные данные для трёхвагонного поезда):
- ширина колеи — 1520 мм;
- напряжение в контактной сети — =3 кВ;
- осевая формула — Bo'2'2'2'Bo' (Bo'2'2'Bo');
- число мест для сидения:
  - постоянных[к 3] — 262 (184);
  - откидных[к 3] — 10;
- общая вместимость (при плотности 4 чел./м²)[к 3] — 223+262+10=495 (162+184+10=356) чел.;
- высота пола:
  - пониженный уровень — 580 мм;
  - стандартный уровень — 1170 мм;
- ширина дверей — 1300 мм;
- число дверей вагона — 2×1;
- продольная прочность — 1500 кН;
- длина по осям автосцепок — 75 040 (57750) мм;
- ширина — 3500 мм;
- высота — 4500 мм;
- колёсная база тележек:
  - моторной — 2700 мм;
  - немоторной — 2750 мм;
- диаметр новых колёс:
  - моторной тележки — 870 мм;
  - немоторной тележки — 800 мм;
- мощность на ободе колеса:
  - длительная — 2×2×500=2000 кВт;
  - максимальная — 2×2×650=2600 кВт;
- пусковая сила тяги — 200 кН;
- максимальное ускорение — 1,2 м/с²;
- максимальная эксплуатационная скорость — 160 км/ч.

## Конструкция

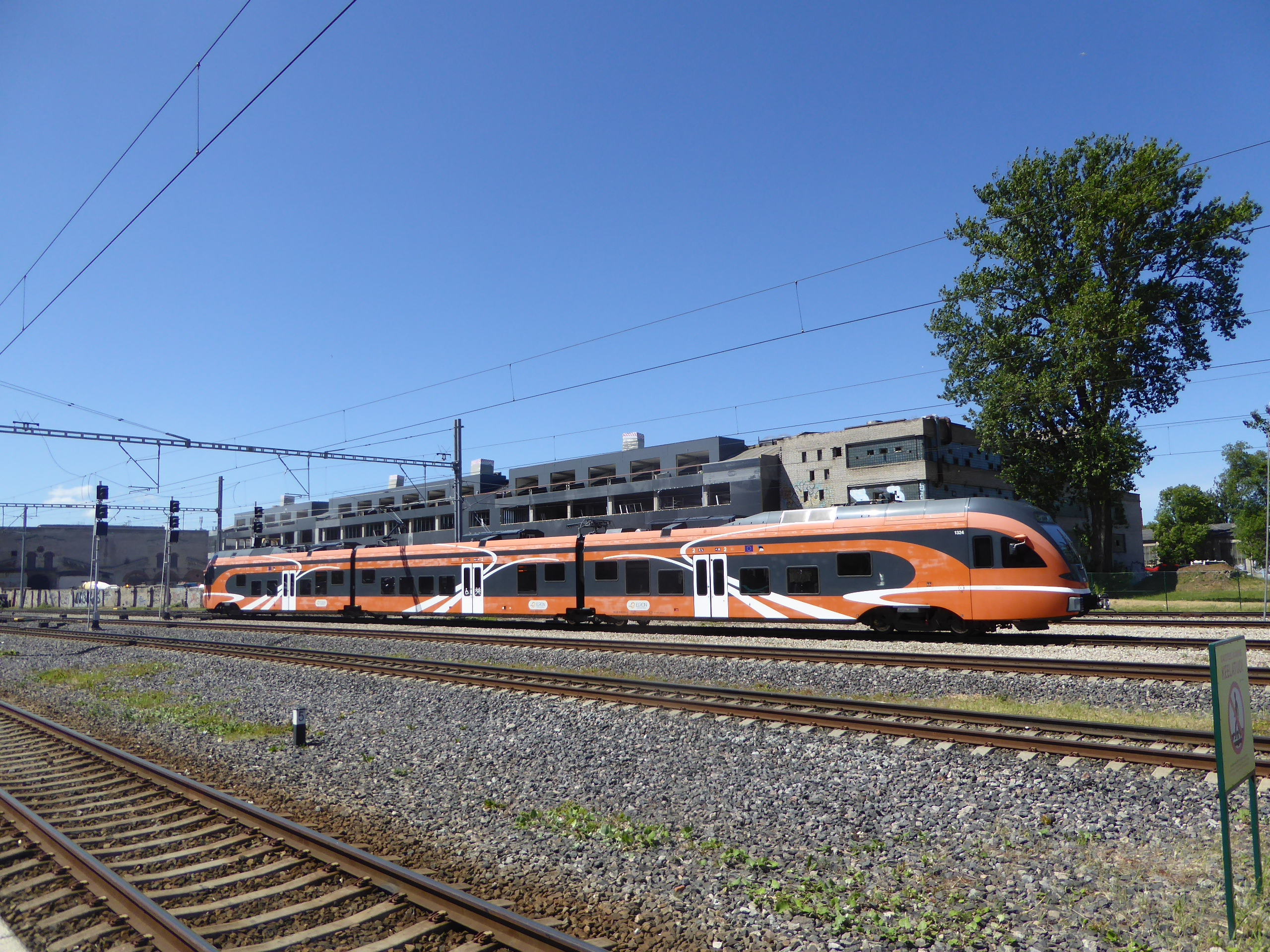
Электропоезд 1324 в Таллине

Электропоезд имеет сварной кузов из экструдированных алюминиевых профилей. Корпуса кабин машиниста выполнены из пластика, армированного стекловолокном. Тележки снабжены пневматической подвеской. Электропоезд отвечает требованиям по безопасности при столкновениях EN 15227.
Для управления тягой в вагонах установлены тяговые преобразователи на силовых транзисторах (БТИЗ); преобразователи имеют водяное охлаждение. Система управления имеет поездную и бортовую шины передачи данных и процессор системы диагностики. Для подачи напряжения от контактной сети вагон ПпТ имеет на крыше два асимметричных полупантографа.
Салон имеет стандартный и пониженный уровни пола; доля участков с пониженным уровнем пола достигает 70 %. В зоне входа оборудованы просторные площадки. Пассажирский салон и кабина машиниста снабжены системой кондиционирования. Туалет вакуумного типа, приспособлен для пользования людьми с ограниченными возможностями. Вагоны снабжены системой информирования пассажиров, системой видеонаблюдения и связью Wi-Fi.

## Эксплуатация
Все 18 электропоездов были доставлены в Elron и приписаны депо Пяэскюла (эст. Pääsküla). Первый электропоезд FLIRT прибыл в Эстонию 17 ноября 2012 года. Эксплуатация электропоездов ряда 1400 началась 1 июля 2013 года, а в следующем месяце на линии вышли поезда 1300.

## Транспортные происшествия
20 февраля 2018 года электропоезд 1309 на переезде около остановочного пункта Кулна столкнулся с грузовым автофургоном Scania.